# Bellstedt
Bellstedt é um município da Alemanha localizado no distrito de Kyffhäuserkreis, estado da Turíngia. A Erfüllende Gemeinde (português: municipalidade representante ou executante) do município de Bellstedt é a cidade de Ebeleben.